# Giancarlo Guardabassi
Giancarlo Guardabassi (n. 21 august 1937, Foligno, Umbria, Italia – d. 17 iulie 2024, Francavilla d'Ete, Marche, Italia) a fost un cântăreț și  disc jockey italian.